# Choleva angustata
Choleva angustata är en skalbaggsart som först beskrevs av Fabricius 1781.  Choleva angustata ingår i släktet Choleva, och familjen mycelbaggar. Arten är reproducerande i Sverige.

## Bildgalleri

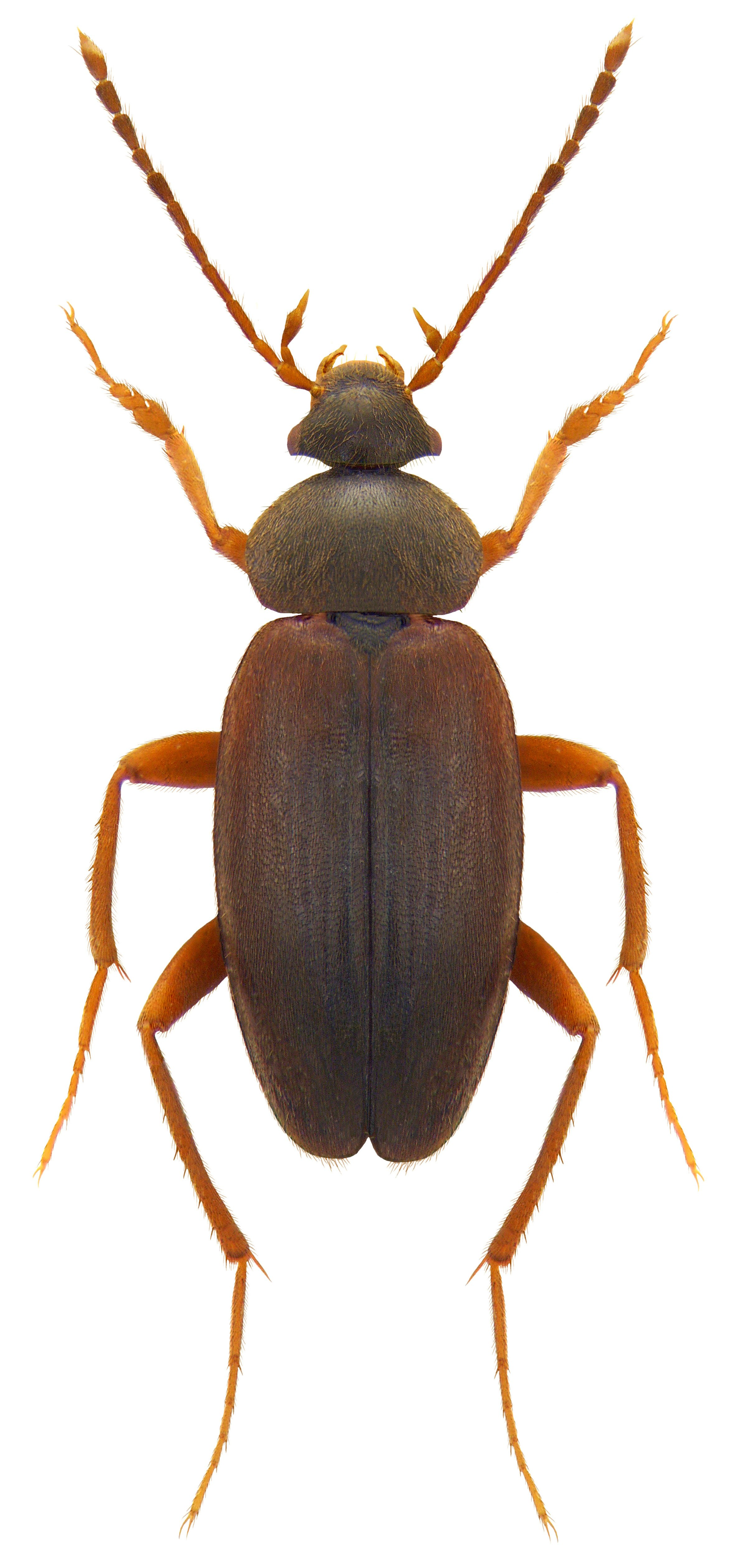
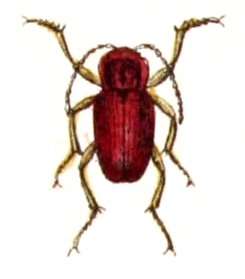